# Selección de balonmano de Noruega
La Selección de balonmano de Noruega (Norges håndballag) es el equipo formado por jugadores de nacionalidad noruega que representa a la Federación Noruega de Balonmano en las competiciones internacionales organizadas por la Federación Internacional de Balonmano (IHF) o el Comité Olímpico Internacional (COI). Su mayor éxito hasta la fecha es el 2.º puesto logrado en el Campeonato Mundial de Balonmano Masculino de 2017. 

## Palmarés
| Competición        | Medalla de oro | Medalla de plata | Medalla de bronce |
| ------------------ | -------------- | ---------------- | ----------------- |
| Juegos Olímpicos   |                |                  |                   |
| Campeonato Mundial |                | 2017, 2019       |                   |
| Campeonato Europeo |                |                  | 2020              |

### Juegos Olímpicos
| - 1936 - No participó - 1972 - 9.ª plaza - 1976 - No participó - 1980 - No participó - 1984 - No participó | - 1988 - No participó - 1992 - No participó - 1996 - No participó - 2000 - No participó - 2004 - No participó | - 2008 - No participó - 2012 - No participó - 2016 - No participó - 2020 - 7.ª plaza |

### Campeonatos del Mundo
| - 1938 - No participó - 1954 - No participó - 1958 - 6.ª plaza - 1961 - 7.ª plaza - 1964 - No participó - 1967 - No participó - 1970 - No participó - 1974 - No participó - 1978 - No participó - 1982 - No participó | - 1986 - No participó - 1990 - No participó - 1993 - 13.ª plaza - 1995 - No participó - 1997 - 12.ª plaza - 1999 - 13.ª plaza - 2001 - 14.ª plaza - 2003 - No participó - 2005 - 7.ª plaza - 2007 - 13.ª plaza | - 2009 - 9.ª plaza - 2011 - 9.ª plaza - 2013 - No participó - 2015 - No participó - 2017 - Medalla de plata - 2019 - Medalla de plata - 2021 - 6.ª plaza - 2023 - 6.ª plaza |

### Campeonatos de Europa
| - 1994 - No participó - 1996 - No participó - 1998 - No participó - 2000 - 8.ª plaza - 2002 - No participó - 2004 - No participó | - 2006 - 11.ª plaza - 2008 - 6.ª plaza - 2010 - 7.ª plaza - 2012 - No participó - 2014 - 13.ª plaza - 2016 - 4.ª plaza | - 2018 - 7.ª plaza - 2020 - Medalla de bronce - 2022 - 5.ª plaza - 2024 - 9.ª plaza |

## Jugadores

### Última convocatoria
Convocatoria del seleccionador nacional Jonas Liberg Wille para el Campeonato Europeo de Balonmano Masculino de 2024:
| Dorsal | Posición          | Nombre               | Edad | Altura (m) | Peso (kg) | Partidos | Goles | Club                |
| ------ | ----------------- | -------------------- | ---- | ---------- | --------- | -------- | ----- | ------------------- |
| 3      | Central           | Vetle Eck Aga        | 28   | 1.93       | 91        | 41       | 4     | Kolstad Håndball    |
| 5      | Lateral izquierdo | Sander Sagosen       | 26   | 1.95       | 103       | 159      | 806   | Kolstad Håndball    |
| 6      | Extremo izquierdo | Sebastian Barthold   | 30   | 1.84       | 88        | 74       | 204   | Aalborg Håndbold    |
| 7      | Central           | Sander Øverjordet    | 25   | 1.91       | 91        | 49       | 47    | Kolding IF          |
| 9      | Pivote            | Henrik Jakobsen      | 31   | 1.96       | 115       | 55       | 51    | GOG Håndbold        |
| 11     | Pivote            | Petter Øverby        | 29   | 2.00       | 102       | 128      | 127   | THW Kiel            |
| 12     | Portero           | Kristian Sæverås     | 25   | 1.94       | 85        | 77       | 3     | SC DHfk Leipzig     |
| 13     | Lateral izquierdo | Erik Toft            | 37   | 1.90       | 97        | 28       | 54    | Kolding IF          |
| 15     | Lateral derecho   | Kent Tønnesen        | 30   | 1.94       | 90        | 133      | 333   | Paris Saint-Germain |
| 19     | Extremo derecho   | Kristian Bjørnsen    | 25   | 1.91       | 84        | 187      | 669   | Aalborg Håndbold    |
| 21     | Pivote            | Magnus Gullerud      | 30   | 1.94       | 100       | 183      | 270   | Kolstad Håndball    |
| 22     | Central           | Tobias Grøndahl      | 22   | 1.83       | 85        | 27       | 50    | Elverum Håndball    |
| 23     | Lateral izquierdo | Gøran Johannessen    | 29   | 1.93       | 96        | 107      | 257   | Kolstad Håndball    |
| 24     | Central           | Christian O'Sullivan | 30   | 1.90       | 89        | 182      | 286   | SC Magdeburg        |
| 27     | Lateral derecho   | Harald Reinkind      | 29   | 1.97       | 106       | 161      | 347   | THW Kiel            |
| 30     | Portero           | Torbjørn Bergerud    | 27   | 1.99       | 110       | 136      | 0     | Kolstad Håndball    |
| 42     | Lateral derecho   | Gabriel Setterblom   | 26   | 1.94       | 100       | 3        | 5     | Kolstad Håndball    |
| 43     | Lateral izquierdo | Simen Lyse           | 23   | 1.99       | 100       | 7        | 13    | Kolstad Håndball    |
| 44     | Extremo derecho   | Kevin Gulliksen      | 25   | 1.80       | 82        | 95       | 164   | TTH Holstebro       |
| 71     | Extremo izquierdo | Alexander Blonz      | 21   | 1.87       | 82        | 75       | 154   | GOG Håndbold        |
| 77     | Lateral derecho   | Magnus Rød           | 26   | 2.04       | 108       | 88       | 201   | Kolstad Håndball    |

### Internacionalidades
Ésta es la lista de los jugadores de la selección de balonmano de Noruega con mayor número de partidos internacionales.
| 1. Steinar Ege, 262 2. Jan Thomas Lauritzen, 254 3. Roger Kjendalen, 242 4. Preben Vildalen, 201 5. Johnny Jensen, 200 6. Børge Lund, 198 7. Håvard Tvedten, 196 8. Frode Hagen, 188 9. Øystein Havang, 187 10. Kristian Bjørnsen, 187 |